# El garaje hermético
El garaje hermético (en francés Le Garage hermétique) es una serie de historieta de ciencia ficción creada por Jean Giraud, aunque firmada con seudónimo "Moebius", y desarrollada desde 1976 hasta 1980.

## Trayectoria editorial
El garaje hermético apareció originalmente en la revista Métal hurlant desde 1976 hasta 1979. Moebius la escribía a medida que se publicaba, así que recurrió a la improvisación. El resultado es una historia deshilvanada y con frecuencia incoherente, pero es un laboratorio de ideas, un universo de gran riqueza y matices, con múltiples referencias a la ciencia ficción y a los superhéroes. En este relato, el autor evoca una gran cantidad de detalles sin desarrollarlos.
Las sucesivas entregas se reunieron, junto a otras historietas publicadas en France Soir y en  Fluide Glacial, en una colección editada en 1979 por Les Humanoïdes Associés con el título Major Fatal. El mismo universo sirvió como marco a otra serie: El mundo de garaje hermético, publicado por la misma editorial desde 1990 hasta 1992.
En el 2008 se publicó un nuevo álbum protagonizado por el Mayor Grubert, y el título fue Le chasseur déprimé.
Desde 1997 hasta 2009 Moebius realizó un diario ficticio del Mayor Grubert en un formato que recuerda Inside Moebius y con el título de Le Major.

## Trama
La acción de El garaje hermético se desarrolla en un asteroide que contiene varios mundos superpuestos, y ha sido creado por el mayor Grubert, que sigue su evolución desde la nave espacial el Ciguri. El asteroide se encuentra en la constelación de Leo.

## Publicación en España
- El Mayor fatal. (blanco y negro), colección negra Eurocomic, 1983
- El Garaje Hermético. (blanco y negro) colección negra Eurocomic, 1983
- El Garaje Hermético. (en color, obra completa.) Norma Editorial, primera edición, julio de 1988
- El Garaje Hermético, 1.ª parte (blanco y negro), colección COMICS el país, 2005
- El Garaje Hermético. 2.ª parte (blanco y negro) colección COMICS el país, 2005
- Mayor Fatal, El Garaje Hermético, volumen 1 (blanco y negro, recopilación de los dos álbumes) Norma Editorial, 2006
- Mayor Fatal, El Hombre de Ciguri, volumen 2 (color, nuevas aventuras del Mayor Fatal) Norma Editorial, 2006
- El cazador cazado (blanco y negro) Norma Editorial junto con Moebius Productions, 2013.
- Mayor (blanco y negro) Norma Editorial junto con Moebius Productions, 2014.